# Erik Gadelius
Erik Gadelius, född 16 juni 1778, död 2 februari 1827 i Stockholm, var en svensk läkare.

## Biografi
Gadelius blev student vid Uppsala universitet 1795 samt medicine licentiat i Åbo 1800. År 1802 blev han kirurgie magister i Stockholm och promoverades samma år till medicine doktor i Åbo. År 1803 förordnades han till intendent vid Sabbatsbergs brunn och till läkare vid därvarande fattighusinrättning samt utnämndes 1805 till anatomie prosektor i Stockholm. År 1807 tog Gadelius, i förening med sex andra läkare, initiativet till Svenska Läkaresällskapets inrättande och hade väsentlig andel i dess första organisation, var sekreterare där från 1808 till 1812 och från 1818 till 1821. År 1811 förordnades Gadelius till professor i teoretisk medicin vid Mediko-kirurgiska institutet. År 1818 blev han ledamot i kommittén för undersökning av den animala magnetismen och dess verkningar. År 1817 blev Gadelius ledamot av Vetenskapsakademien. År 1858 lät Svenska läkarsällskapet slå en medalj över Gadelius och sällskapets övriga stiftare.